# David Testo
David Testo (Winston-Salem, 7 agosto 1981) è un ex calciatore statunitense. È noto per essere uno dei pochi calciatori apertamente gay del mondo dello sport.